# Raphaël Wignanitz
Raphaël Wignanitz (Saint-Doulchard, 1 de agosto de 1984) es un deportista francés que compitió en gimnasia artística. Ganó dos medallas en el Campeonato Europeo de Gimnasia Artística, plata en 2007 y bronce en 2006, ambas en la prueba de salto de potro.

## Palmarés internacional
| Campeonato Europeo | Campeonato Europeo       | Campeonato Europeo | Campeonato Europeo |
| Año                | Lugar                    | Medalla            | Prueba             |
| ------------------ | ------------------------ | ------------------ | ------------------ |
| 2006               | Volos (Grecia)           | Medalla de bronce  | Salto de potro     |
| 2007               | Ámsterdam (Países Bajos) | Medalla de plata   | Salto de potro     |